# Regaleco

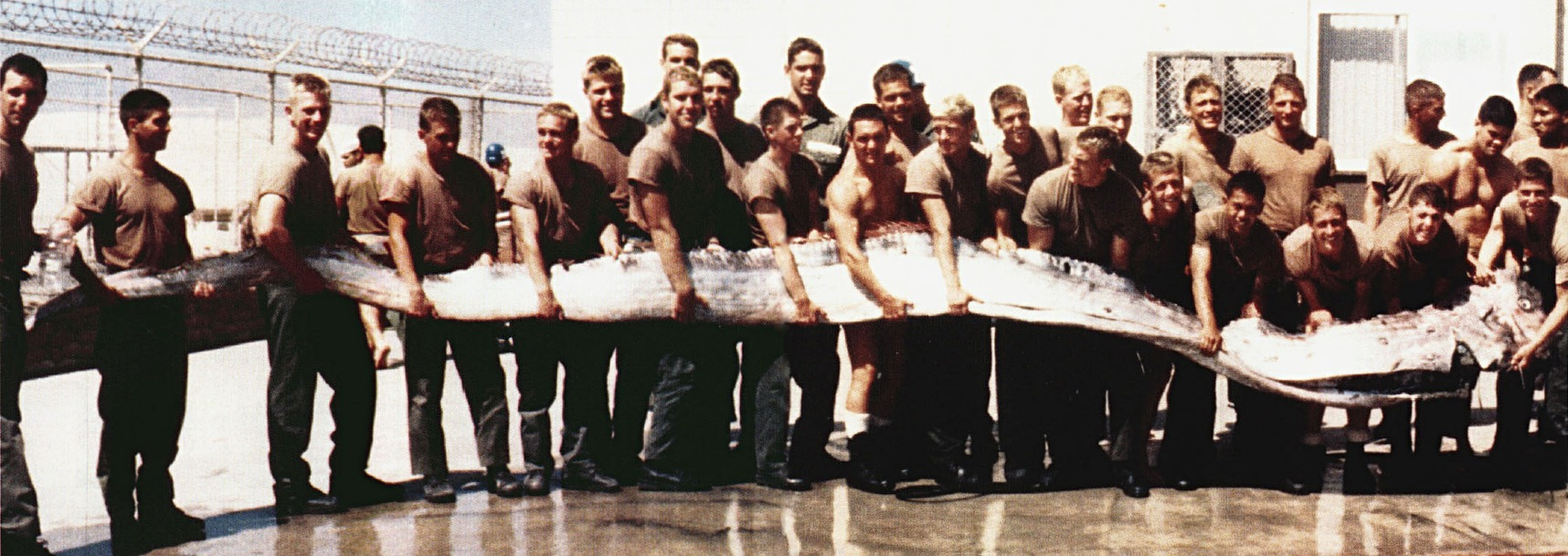
Recrutas da marinha estadunidense segurando um peixe-remo gigante (7.0 metros) encontrado em costa próxima a San Diego, California, em Setembro de 1996.

Regalecus glesne, conhecido popularmente como peixe-remo, regaleco, relangueiro ou rei-dos-arenques, é um peixe da família Regalecidae, classe Actinopterygii. Habita as profundezas marinhas de 200 a 1.000 m de profundidade.
Mede aproximadamente 11 m de comprimento e se alimenta de pequenos peixes. Seu principal predador é o tubarão.
O peixe-remo sempre foi um mistério para a ciência, por ser uma criatura tão estranha. Acreditava-se de que ele era uma espécie de monstro-marinho. Ele possui um tipo de "topete" vermelho em cima da cabeça.
Não se sabe ao certo quantos exemplares ainda existem. Apenas em 2001 foi filmado um espécime vivo dentro de água. Em fevereiro de 2010 pesquisadores da Universidade do Estado da Louisiana, nos Estados Unidos, conseguiam uma imagem inédita do intrigante peixe-remo navegando no fundo do oceano. O filme foi feito no Golfo do México por meio de uma máquina não tripulada, e os cientistas acreditam que essa é a primeira vez que se filma o animal em seu habitat natural. Em maio de 2010, foi encontrado na Suécia um peixe-remo de 3,65 metros. Foi a primeira vez que se encontrou um peixe-remo no país em 130 anos. Em outubro de 2013, uma instrutora de ciência marinha levou um susto ao avistar no mar em Los Angeles, na Califórnia (EUA) um Regaleco com mais de 5,4 m de comprimento.
Com menos de uma semana, outro peixe-remo foi encontrado morto nas areias da praia de Oceanside na California, desta vez com 4,27 metros.
Uma nova aparição foi registrada no dia 10 de abril de 2014 em Cortez, no México. O espécime media aproximadamente 4,5 metros.
Em 11 de julho de 2022, um espécime foi encontrado em Arica, Chile.  O animal não aparece frequentemente na região e, por isso, o IFOP (Instituto de Desenvolvimento Pesqueiro), coletou amostras para poder entender os motivos pelos quais ele pode ter surgido na costa.

### Folclore e simbolismo
O peixe-remo é conhecido no folclore japonês como o Mensageiro do Palácio do Deus do Mar (Ryugu no tsukai), cuja aparição é presságio de tsunamis/terremotos. 
Segundo o especialista em sismologia Kiyoshi Wadatsumi, em virtude de habitarem as profundezas do oceano, estes animais são mais sensíveis a movimentações sísmicas do que em comparação aos animais que habitam a superfície, razão pela qual é feita a associação entre estes desastres naturais e a presença de regalecos nas praias.  
Após o terremoto e tsunami de Fukushima em 2011, os quais mataram mais de 20 mil pessoas, muitos apontaram que inúmeros regalecos encontrados em 2009-2010 reforçariam o mito.